# Iscariah
Stian Smorholm (nacido en Fusa,  Noruega en 1975) es un músico noruego. Es más conocido por haber sido el bajista de la banda de black metal Immortal con el seudónimo Iscariah.

## Immortal
Iscariah se unió a Immortal en 1999 sustituyendo al anterior bajista, Ares.
Durante su estancia grabó dos álbumes de estudio y en 2002 abandonó la banda antes de su separación. El motivo fue porqué decía que no encajaba en la formación y porque quería fundar su propia banda.

## Dead to this World
Tras su marcha de Immortal, Stian fundó la banda Dead to this World en la cual es el vocalista, guitarrista y bajista.

## Discografía
Con Immortal
- Damned In Black (2000)
- Sons of Northern Darkness (2002)

Con Necrophagia
- The Divine Art Of Torture (2003)
- Harvest Ritual Vol 1: Penance (2005)

Con Dead to this World
- First Strike for Spiritual Renewance (2007)